# Федоренко Яким Іванович
Яким Іванович Федоренко (21 листопада 1901, село Угріци Єльнінського повіту Смоленської губернії, тепер Смоленської області, Російська Федерація — 16 лютого 1995, місто Ульяновськ, Російська Федерація) — радянський партійний діяч, 2-й секретар Запорізького обкому КП(б)У. Член ЦК КП(б)У в червні 1938 — травні 1940 р.

## Біографія
Народився в родині робітника-вибійника. У жовтні 1913 — червні 1917 року — чорнороб Ново-Катерининського рудника Слов'яносербського повіту Катеринославської губернії. У липні 1917 — квітні 1919 року — учень електрика Ново-Катерининського рудника Слов'яносербського повіту.
У травні 1919 — квітні 1921 року — вахтер відділу постачання 41-ї дивізії РСЧА.
У травні 1921 — вересні 1922 року — електромонтер Ново-Катерининського рудника Слов'яносербського повіту. У жовтні 1922 — квітні 1925 року — шахтар рудника, одночасно учень школи в місті Кадіївці. У травні — жовтні 1925 року — електромонтер рудника імені Артема в місті Алчевську на Донбасі.
Член РКП(б) з вересня 1925 року.
У листопаді 1925 — червні 1926 року — червоноармієць РСЧА. У липні 1926 — листопаді 1927 року — електромонтер рудника імені Артема в місті Алчевську на Донбасі.
У грудні 1927 — жовтні 1931 року — бригадир-електрик Дніпробуду в місті Запоріжжі. У листопаді 1931 — серпні 1933 року — майстер Дніпрогесу імені Леніна в Запоріжжі. У 1932 році закінчив Запорізький вечірній електротехнікум на Дніпровському будівництві, здобув спеціальність електротехніка.
У вересні 1933 — жовтні 1937 року — електротехнік Дніпрогесу імені Леніна в Запоріжжі. У 1937 році — секретар заводського партійного комітету Дніпрогесу імені Леніна.
У жовтні 1937 — травні 1938 року — 1-й секретар Ленінського районного комітету КП(б)У міста Запоріжжя.
28 травня 1938 — 27 лютого 1939 року — 1-й секретар Запорізького міського комітету КП(б)У Дніпропетровської області.
13 січня — 27 лютого 1939 року — 2-й секретар Організаційного бюро ЦК КП(б)У по Запорізькій області. 27 лютого — 8 серпня 1939 року — 2-й секретар Запорізького обласного комітету КП(б)У.
У липні 1939 — червні 1940 року — уповноважений Комітету партійного контролю (КПК) при ЦК ВКП(б) по Казахській РСР у Алма-Аті. У червні 1940 — листопаді 1941 року — відповідальний контролер Комітету партійного контролю (КПК) при ЦК ВКП(б) у Москві. У листопаді 1941 — серпні 1945 року — заступник уповноваженого Комітету партійного контролю (КПК) при ЦК ВКП(б) по Таджицькій РСР у Сталінабаді. У серпні 1945 — квітні 1947 року — уповноважений Комітету партійного контролю (КПК) при ЦК ВКП(б) по Мордовській АРСР у місті Саранську.
У квітні 1947 — квітні 1949 року — відповідальний працівник Бюро ЦК ВКП(б) по Молдавській РСР у Кишиневі. У травні 1949 — липні 1952 року — слухач Вищої партійної школи при ЦК ВКП(б) у Москві.
У серпні 1952 — червні 1953 року — заступник голови виконавчого комітету Ульяновської обласної ради депутатів трудящих. У червні 1953 — січні 1963 року — голова партійної комісії Ульяновського обласного комітету КПРС. У січні 1963 — грудні 1964 року — голова партійної комісії Ульяновського сільського обласного комітету КПРС. У грудні 1964 — травні 1976 року — голова партійної комісії Ульяновського обласного комітету КПРС.
З травня 1976 року — на пенсії у місті Ульяновську, де й помер. Похований на Північному (Ішеєвському) цвинтарі.

## Нагороди
- орден «Знак Пошани» (21.04.1939)
- орден Дружби народів (3.12.1981)
- ордени
- медалі